# Bejo Dohmen

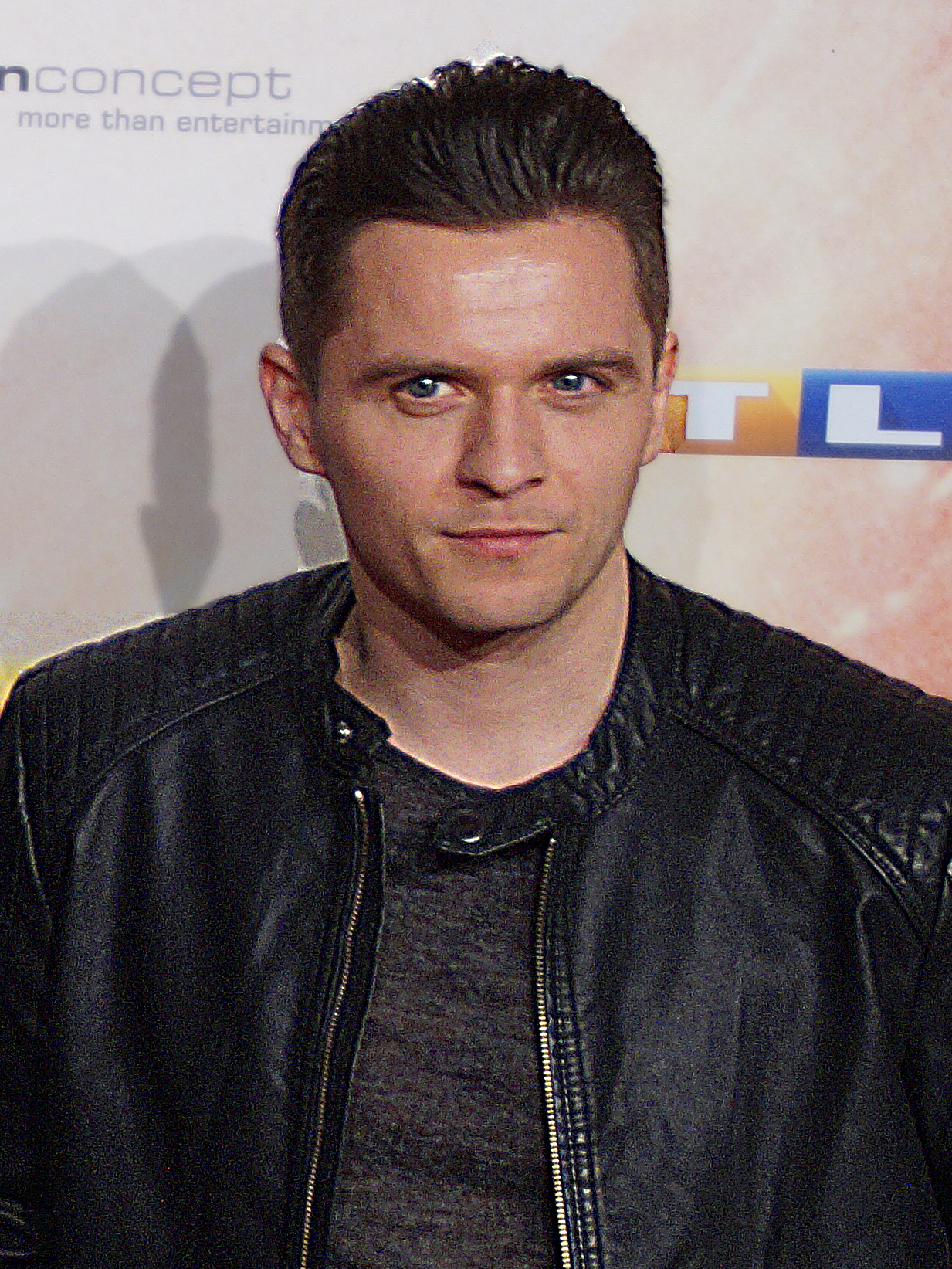
Bejo Dohmen

Bejo Dohmen (* 1984 in Dudweiler) ist ein deutscher Schauspieler.

## Leben
Bejo Dohmen wuchs im Saarland in seiner Heimatstadt Dudweiler auf. Schon früh, im Alter von neun oder zehn Jahren, hatte er den Berufswunsch, Schauspieler zu werden. Nach der Schule machte er zunächst eine Ausbildung zum Mediengestalter. Mit Mitte zwanzig zog er nach Köln, wo er von 2008 bis 2010 seine Schauspielausbildung an der privaten „Filmschauspielschule Köln“ absolvierte. Seither arbeitet er hauptsächlich für Film und Fernsehen.
Kurz nach Abschluss seiner Ausbildung erhielt er erste kleine Filmjobs. Mit dem Schneiden von Demobändern und dem Anfertigen von Schauspielfotos konnte er sich in seiner Anfangszeit in der Filmbranche finanziell „über Wasser halten“. In dem Kurzfilm Quirk of Fate – Eine Laune des Schicksals (2011) spielte er an der Seite von Wotan Wilke Möhring.  Anschließend folgten kleine Rollen in verschiedenen Fernsehreihen und TV-Serien, u. a. in der RTL-Produktion Unter uns (2012, als HIV-infizierter „One-Night-Stand“ der Serienfigur Micki Fink) und im Saar-Tatort Melinda (2013, als Marktleiter), eine Episodenrolle in SOKO Köln (2013) sowie Gastauftritte in Alles was zählt (2014).
Im Sat1-Format Einsatz in Köln – Die Kommissare (2016) verkörperte er den Polizeiermittler Kommissar Benjamin „Ben“ Nowak. In der „kultigen“, saarländischen Mundartserie Unter Tannen steht er seit 2016 als „naiver“ Waldarbeiter Boris in einer der Hauptrollen vor der Kamera. In der 7. Staffel der ZDF-Serie Heldt (2019) übernahm er eine der Episodenrollen als Ruhrgebiets-„Sagenjäger“ Andreas Probst.
Außerdem wirkte er in einigen internationalen Produktionen mit. Für seine Rolle als SS-Offizier Kaiser in dem Kurzfilm Kommando 1944 (2018) wurde er im September 2018 in Los Angeles bei den Actors Awards und den Los Angeles Film Awards in der Kategorie „Best Supporting Actor“ ausgezeichnet.
Dohmen, der auch als Werbedarsteller arbeitete, gibt seit über zehn Jahren Schauspielworkshops für Kinder und Jugendliche in Köln. 2015 reiste er zum ersten Mal nach Los Angeles. 2018 zog er mit einem Künstlervisum nach Los Angeles. Dohmen ist Mitglied im Bundesverband Schauspiel (BBFFS) und Mitglied der amerikanischen Schauspielergewerkschaft SAG-AFTRA und lebt abwechselnd in Los Angeles und Köln.

## Filmografie (Auswahl)
- 2010: Jella Bella (Webserie)
- 2011: Quirk of Fate – Eine Laune des Schicksals (Kurzfilm)
- 2012: Unter uns (Fernsehserie, zwei Folgen)
- 2013: Schlussmacher (Kinofilm)
- 2013: Tatort: Melinda (Fernsehreihe)
- 2013: SOKO Köln: Unter Druck (Fernsehserie, eine Folge)
- 2014: Alles was zählt (Fernsehserie, zwei Folgen)
- 2014: Marie Brand und das Mädchen im Ring (Fernsehreihe)
- 2016: Einsatz in Köln – Die Kommissare (Fernsehserie)
- 2016–2019: Unter Tannen (Fernsehserie)
- 2018: Falk: Stalking oder Liebe (Fernsehserie, eine Folge)
- 2018: Freundinnen – Jetzt erst recht (Fernsehserie, zwei Folgen)
- 2018: Kommando 1944 (Kurzfilm)
- 2018: Ready to Rumble: Ein Hoch auf die Freiheit (Fernsehserie, eine Folge)
- 2019: Villa Eva (Fernsehfilm)
- 2019: Heldt: Die Sagenjäger (Fernsehserie, eine Folge)